# آر بي واي مارك 1
آر بي واي مارك 1 (بالإنجليزية: RBY Mk 1) هي مركبة استطلاع خفيفة مدرعة ، أنتجتها شركة رامتا RAMTA التابعة لصناعات الطائرات الإسرائيلية. RBY اختصار إنجليزي لكلمة "Rechev Ben-Yaacov". "Rechev" تعني "مركبة" بالعبرية، و"Ben-Yaacov" هو لقب مُصنّع المركبة، إسحاق بن يعقوب (1919-2011م).
في دولة الإحتلال الإسرائيلي، تُعرف هذه المركبة باسم «رابي»، وهو اختصارٌ لاسمها. استُبدلت في الخدمة الإسرائيلية بسلسلة مركبات رامتا رام 2000 ، إلا أنها لا تزال قيد الاستخدام والتحديث من قِبل المستخدمين الأجانب. 
لم يعد يتم تسويق RBY Mk 1 للعملاء الجدد.  وكان من المعروف أنه تم بيعها بمبلغ 60.000 دولار أمريكي. 

## تاريخ
صممت رامتا سيارة RBY MK 1 بهدف بيعها للدول التي ترغب في الحصول على مركبات ذات ميزانية محدودة منذ سبعينيات القرن العشرين. وبحلول عام 1979م، حولت رامتا الإنتاج من سيارة RBY MK 1 إلى مركبات RAM. 
تم تصميم المركبة لمجموعة متنوعة من التطبيقات المحتملة، بما في ذلك الاستطلاع، وعمليات المغاوير ، والأمن الداخلي، والدوريات طويلة المدى.
تم الحفاظ على وزن المركبة خفيفًا بما يكفي لجعلها قابلة للنقل بواسطة طائرات الهليكوبتر ذات الرفع الثقيل، مثل Sikorsky CH-53 Sea Stallion. 

### حاضِر
- الكاميرون- مسلحة بسلاح مضاد للطائرات TCM-20 [6]
- غواتيمالا: 10 [7]
- هندوراس: 8 RBY Mk 1 Recce و 8 RB Y Mk 1 AT. [8] استخدمها الجيش الهندوري[الإنجليزية] في 29 أبريل 1983 بعد أن عبرت المتمردون السلفادورية من جبل التحرير الوطني فارابوندو مارتي الحدود. [9]
- ليسوتو: 10 [7]
- فنزويلا: 10 [7] - مسلحة بمدافع TCM-20 AA ومعادة تشغيل الطاقة محلياً. [9]

### سابق
- إسرائيل[10]
- السويد
- جيش لبنان الجنوبي